# Indian River Shores
Indian River Shores is een plaats (town) in de Amerikaanse staat Florida, en valt bestuurlijk gezien onder Indian River County.

## Demografie
Bij de volkstelling in 2000 werd het aantal inwoners vastgesteld op 3448.
In 2006 is het aantal inwoners door het United States Census Bureau geschat op 3483, een stijging van 35 (1.0%).

## Geografie
Volgens het United States Census Bureau beslaat de plaats een oppervlakte van
18,5 km², waarvan 13,4 km² land en 5,1 km² water.

## Plaatsen in de nabije omgeving
De onderstaande figuur toont nabijgelegen plaatsen in een straal van 8 km rond Indian River Shores.